# مدونة مصورة

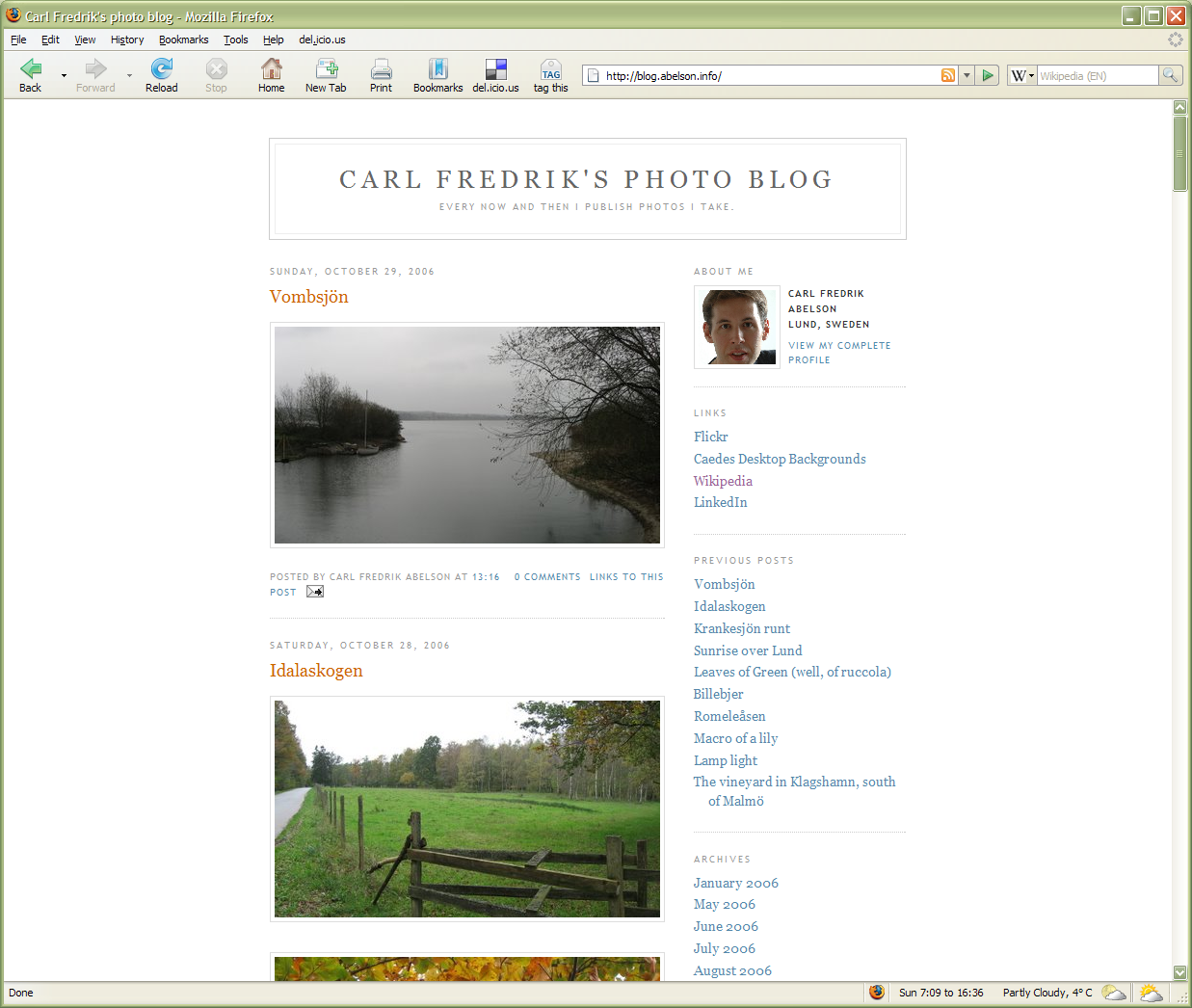
لقطة شاشة لمدونة مصورة

المدونة المصورة (بالإنجليزية: Photoblog)‏ هو موقع شخصي يقوم صاحبه بتخصيصه للصور التي يلتقطها أو التي يختارها عبر المواقع الأخرى مع تعليق بسيط دون إطالة في الكتابة (قد يلجأ كثير من المدونيين إلى تدوين بعض المواضيع التي تخص فن التصوير لزيادة إثراء المدونة وجذب مزيداً من الزوار إليها، بحيث تحفظ هذه الصور في آرشيف المدونة المرتب ترتيبا زمنيا، أو قد يظُهرها صاحب المدونة على شكل تصنيفات يختارها، وعادة ما يسمح المدون للزوار بترك تعليقاتهم على الصور المعروضة أسفل كل تدوينة صور.

## روابط خارجية
- Photoblogs على مشروع الدليل المفتوح